# Golden Heart
Golden Heart (engl. für: „Goldenes Herz“) ist das erste Studioalbum des britischen Musikers Mark Knopfler ohne die Band Dire Straits. Es wurde 1996 veröffentlicht und ist Knopflers dritter Ehefrau, der Schauspielerin Kitty Aldridge gewidmet. Als Singles wurden die Stücke Darling Pretty, Cannibals und Rüdiger ausgekoppelt.

## Hintergrund
Nach Veröffentlichung des letzten Studioalbums der Dire Straits, On Every Street und einer zermürbenden, fünfzehnmonatigen Welttournee durch Europa, Nordamerika und Australien, mit 7,1 Millionen Besuchern, welche 1992 endete, löste Knopfler die britische Rockgruppe ohne großes Aufsehen auf. Die Dire Straits waren eine der kommerziell erfolgreichsten Musikgruppen, mit weltweit über 120 Millionen verkauften Alben. Später erinnert er sich: „Ich habe einen Schlussstrich gezogen, da ich zu einer Art Realität zurückkehren wollte. Es war Selbstschutz, eine Sache des Überlebens. Dieses Ausmaß ist entmenschlichend.“ Er verbrachte zwei Jahre damit, sich von dieser Erfahrung zu erholen, was sein schöpferisches und privates Leben strapazierte. 1994 begann er mit der Arbeit an seinem ersten Soloalbum.

## Tournee
Knopfler unterstützte die Veröffentlichung von Golden Heart mit der Golden-Heart-Europa-Tournee. Diese startete am 24. April 1996 in Galway (Irland), gefolgt von 84 Konzerten in 66 Städten und endete am 4. August 1996 in Antibes (Frankreich). Die Besetzung der Tour bestand aus Mark Knopfler (Gitarre, Gesang), Guy Fletcher (Keyboard), Richard Bennett (Gitarre), Glenn Worf (Bass), Chad Cromwell (Schlagzeug) und Jim Cox (Keyboard). Diese ursprüngliche Tournee-Gruppe wurde von den Fans später die 96-ers genannt. Eine Voraufführung, mit erweiterter Besetzung, fand am 15. April 1996 im BBC-Gebäude in London statt. Dieser Auftritt wurde aufgenommen und später als Video mit dem Titel A Night in London (deutsch: Eine Nacht in London) veröffentlicht.

## Titelliste
1. Darling Pretty – 4:27
2. Imelda – 5:22
3. Golden Heart – 4:57
4. No Can Do – 4:49
5. Vic and Ray – 4:34
6. Don’t You Get It – 5:12
7. A Night in Summer Long Ago – 4:39
8. Cannibals – 3:37
9. I'm the Fool – 4:22
10. Je Suis Désolé – 5:09
11. Rüdiger – 5:59
12. Nobody’s Got the Gun – 5:22
13. Done with Bonaparte – 5:01
14. Are We in Trouble Now – 5:54

Alle Lieder wurden von Mark Knopfler geschrieben.

## Kommerzieller Erfolg

### Chartplatzierungen
| ChartsChartplatzierungen       | Höchstplatzierung | Wochen |
| ------------------------------ | ----------------- | ------ |
| Deutschland (GfK)              | 5 (28 Wo.)        | 28     |
| Österreich (Ö3)                | 8 (16 Wo.)        | 16     |
| Schweiz (IFPI)                 | 3 (24 Wo.)        | 24     |
| Vereinigte Staaten (Billboard) | 105 (12 Wo.)      | 12     |
| Vereinigtes Königreich (OCC)   | 9 (17 Wo.)        | 17     |

| ChartsJahrescharts (1996)    | Platzierung |
| ---------------------------- | ----------- |
| Deutschland (GfK)            | 36          |
| Österreich (Ö3)              | 50          |
| Schweiz (IFPI)               | 17          |
| Vereinigtes Königreich (OCC) | 85          |

### Auszeichnungen für Musikverkäufe
| Land/Region                  | Auszeichnungen für Musikverkäufe (Land/Region, Auszeichnung, Verkäufe) | Verkäufe  |
| ---------------------------- | ---------------------------------------------------------------------- | --------- |
| Australien (ARIA)            | Gold                                                                   | 35.000    |
| Europa (IFPI)                | Platin                                                                 | 1.000.000 |
| Kanada (MC)                  | Gold                                                                   | 50.000    |
| Neuseeland (RMNZ)            | Gold                                                                   | 7.500     |
| Niederlande (NVPI)           | Gold                                                                   | (50.000)  |
| Norwegen (IFPI)              | Gold                                                                   | (25.000)  |
| Schweiz (IFPI)               | Gold                                                                   | (25.000)  |
| Spanien (Promusicae)         | Platin                                                                 | (100.000) |
| Vereinigtes Königreich (BPI) | Gold                                                                   | (100.000) |
| Insgesamt                    | 7× Gold · 1× Platin ·                                                  | 1.092.500 |